# Otti Hüls

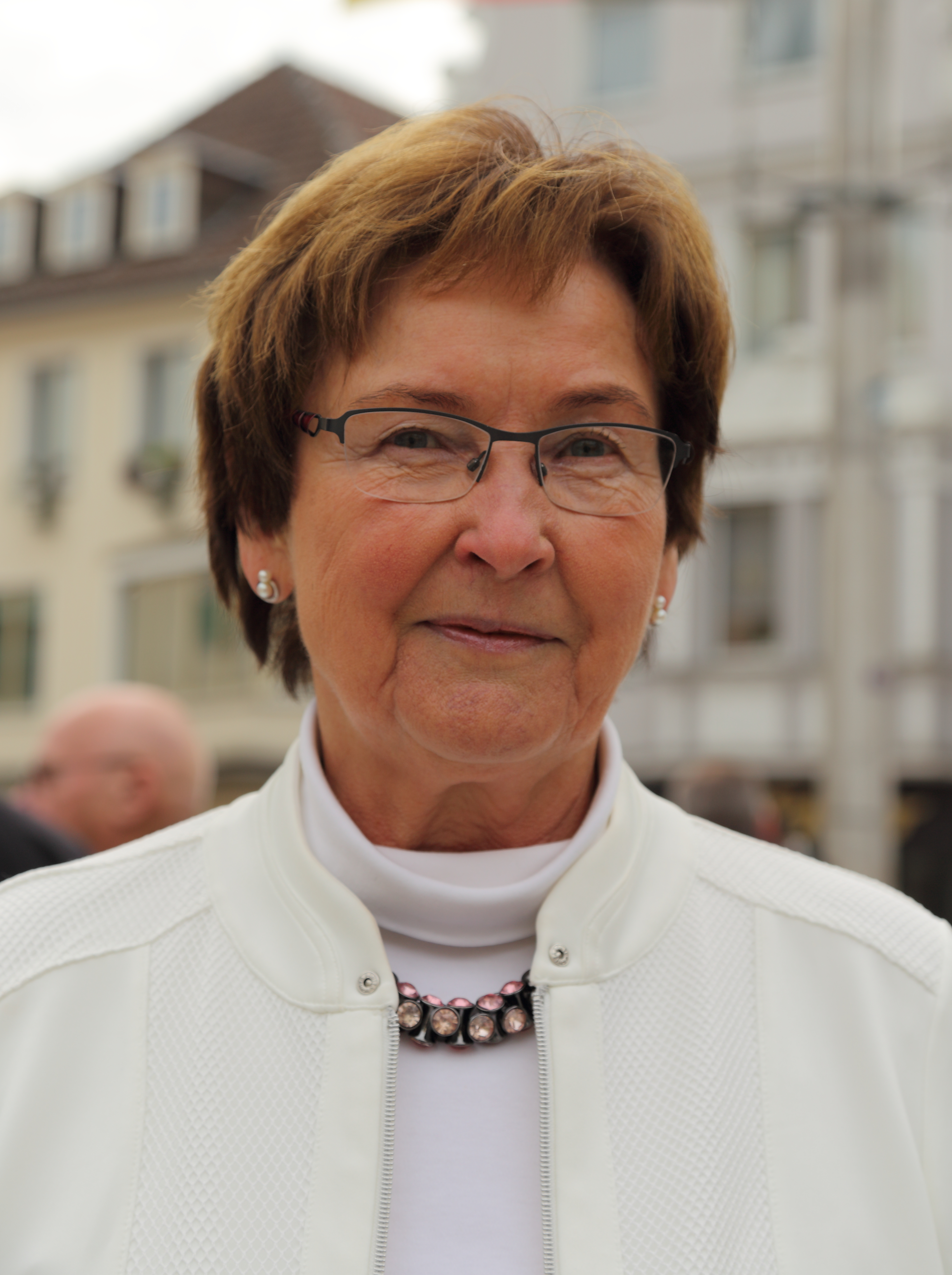
Otti Hüls (2015)

Otti Hüls (* 9. Juli 1942 in Ibbenbüren) ist eine deutsche Politikerin (CDU) und ehemalige Abgeordnete im Landtag von Nordrhein-Westfalen.

## Leben und Beruf
Nach dem Besuch der Volksschule und der Realschule absolvierte sie eine Ausbildung zur Apothekenhelferin und war in diesem Beruf tätig. Seit 1970 ist sie Mitglied der CDU und seitdem in zahlreichen Gremien vertreten, etwa als Bezirksvorsitzende der CDU-Frauen-Union Münsterland. 
1971 wurde sie Gründungsvorsitzende der Frauen-Union im damaligen Kreis Tecklenburg. Nach der Kommunalreform 1975 kandidierte sie erfolgreich für den Kreistag des neuen Kreises Steinfurt. Nachdem der CDU-Landtagsabgeordnete Karl Grüter in seinem Wahlkreis nicht erneut angetreten war, wurde sie Kandidatin für das CDU-Direktmandat im Landtagswahlkreis 85 „Tecklenburg“. Die Kandidatur war jedoch nicht erfolgreich, da der SPD-Mitbewerber Gunther Sieg aus Tecklenburg das Direktmandat für den Landtag gewann. 
Zur nächsten Landtagswahl in 1985 kandidierte sie wieder auf das CDU-Direktmandat im Wahlkreis, musste aber nach Abstimmung Herbert Peuten aus Recke den Vorzug geben. Auf Initiative von Kurt Biedenkopf konnte sie jedoch einen guten Listenplatz belegen, weshalb sie dennoch in den Landtag einzog.
1900 und 1995 zog sie wiederum über ein Listenmandat in den Landtag ein. Zur Landtagswahl 2000 trat sie nicht erneut an.

## Abgeordnete
Vom 30. Mai 1985 bis zum 1. Juni 2000 war Otti Hüls Mitglied des Landtags von Nordrhein-Westfalen. Sie wurde jeweils über die Landesreserveliste ihrer Partei gewählt. Dem Kreistag des Kreises Steinfurt gehörte sie von 1975 bis 1994 an. 